# Agua Dulce (Comtat d'El Paso)
Agua Dulce és una població dels Estats Units a l'estat de Texas. Segons el cens del 2009 tenia 715 habitants.

## Demografia
Segons el cens del 2000, Agua Dulce tenia 738 habitants, 179 habitatges, i 158 famílies. La densitat de població era de 35,2 habitants/km².
Dels 179 habitatges en un 65,9% hi vivien nens de menys de 18 anys, en un 67% hi vivien parelles casades, en un 14% dones solteres, i en un 11,7% no eren unitats familiars. En el 10,1% dels habitatges hi vivien persones soles el 0,6% de les quals corresponia a persones de 65 anys o més que vivien soles. El nombre mitjà de persones vivint en cada habitatge era de 4,12 i el nombre mitjà de persones que vivien en cada família era de 4,41.
Per edats la població es repartia de la següent manera: un 46,2% tenia menys de 18 anys, un 7,9% entre 18 i 24, un 32,4% entre 25 i 44, un 11,2% de 45 a 60 i un 2,3% 65 anys o més.
L'edat mediana era de 20 anys. Per cada 100 dones de 18 o més anys hi havia 100,5 homes.
La renda mediana per habitatge era de 16.696$ i la renda mediana per família de 17.500$. Els homes tenien una renda mediana de 16.667$ mentre que les dones 21.250$. La renda per capita de la població era de 5.604$. Aproximadament el 50% de les famílies i el 41,4% de la població estaven per davall del llindar de pobresa.

## Poblacions més properes
El següent diagrama mostra les poblacions més properes.